# Ophrys raynaudii
Ophrys raynaudii är en orkidéart som beskrevs av Pierre Delforge. Ophrys raynaudii ingår i ofryssläktet, och familjen orkidéer.
Artens utbredningsområde är Grekland. Inga underarter finns listade i Catalogue of Life.